# クロニクル (映画)
『クロニクル』（英語: Chronicle）は、ジョシュ・トランク監督、マックス・ランディス脚本による2012年のアメリカ合衆国のSF映画である。トランクにとっての映画監督デビュー作。
アメリカ・シアトルを舞台とし、突如として超能力を手に入れたごく普通であった3人の高校生がその力に翻弄され次第に破滅していく様をファウンド・フッテージ形式でリアルに描いたSFアクション。場面の多くが主人公が所持するビデオカメラを始め、その他の人物のカメラや監視カメラ、警察ヘリのカメラ、ドライブレコーダーなどといった作中に存在するカメラで撮影された映像によって構成されるというつくりになっている。

## ストーリー
高校生アンドリュー・デトマーは、常にビデオカメラを抱え身の回りの日常風景を撮影しては、ネットに投稿することを唯一の趣味にしていた。職を失い酒浸りとなった父親から日常的に暴力を受けている上、病気に苦しむ母親の薬を買うのにも苦労するほどの困窮した生活を送るアンドリューの内向的な性格を案じた従兄のマット・ギャリティーは、学生パーティにアンドリューを連れ出した。
パーティでもなお相変わらずカメラを手放さないアンドリューだったが、マットとアメフト部のスター選手スティーブ・モンゴメリーからあるものを撮影してほしいと頼まれる。2人に付いて森の中に入ると地面に空いた大きな穴があり、穴の中に正体不明の青く光る結晶のようなものを発見。スティーブが結晶に触れると結晶が赤く変色するとともにカメラが変調を来し、スティーブが鼻血を出しながら倒れたところで映像が途切れる。
映像が再開すると、そこにはボールを自由に操る3人の姿が映る。穴から逃げ帰った3人は超能力（テレキネシス）を身に付けており、ボールの他にも手を触れずにブロックを組み立てたり、ブロアーを動かして女子生徒のスカートをめくったりと些細なことから能力を確かめるように使い始め、さらには、能力をより確かなものとして操るための「練習」として街中で様々な悪戯を仕掛けるようになる。
こうして意気投合した3人は悪戯を重ねるうちに力を増していくが、アンドリューがクラクションで煽る後続車をスリップさせ運転手を病院送りにするという事故を起こしてしまったことをきっかけに、マットは超能力に対して「生き物に対して使わない・怒っている時に使わない・人前で使わず秘密にする」というルールを定めるのであった。空中を自在に飛び回ることができるまでに能力を操るようになった3人は、チベット旅行を計画する。
能力を得たことで「人が変わった」と評されるようになった反面、それをきっかけに仲良くなったマットやスティーブに対する劣等感を拭いきれないアンドリューだったが、スティーブの提案で学校のタレント・ショーに出演。ルールを破り超能力を用いてショーを大成功させ、マットに「ヒュブリス」と揶揄されるほど増長するアンドリューは同級生の女学生モニカに誘われ一夜を共にすることになる。
しかし、初体験故の失敗によりモニカに見放されたばかりか校内でもからかわれ、以前にも増して塞ぎ込みがちになってしまったアンドリューは、父親にカメラを内緒で買っていたことがばれ口論になった際に暴力を振るう父親に対してつい超能力を使って反撃してしまう。嵐の中、空中で思い詰めるアンドリューの元へ駆けつけるスティーブであったが、運悪く雷に打たれ死亡。これをきっかけにアンドリューはマットとも距離を置くようになる。
再び孤独になったアンドリューは自身を人類を含めた食物連鎖における「頂点捕食者」であるとし、もともとマットが定めたルールに対して不満を持っていたこともあって人に対しても躊躇なく能力を使用するようになる。
ある日、アンドリューは病気の進行により容態が悪化した母親の薬を買うために近所のチンピラを襲い金を奪うと、ガソリンスタンドの売店に強盗に入った。売店の店員から向けられた銃を弾き飛ばすアンドリューであったが、銃の暴発によってガスタンクが爆発。巻き込まれたアンドリューは全身に怪我を負い逮捕されるとともに病院に運び込まれる。
見舞いに訪れた父親は、意識を失っているアンドリューに対して母親が死亡したこと、それは自分がアンドリューを探している間の出来事であったことを打ち明け「お前のせいでママは死んだ」とアンドリューを責めるのであった。意識を取り戻したアンドリューは怒りに任せて能力を爆発させ病室を爆破。父親を担いで上空高く舞い上がり父親を地面に落とすが、アンドリューの危機を察知し駆けつけたマットが間一髪で救う。
街を破壊して、多数の死傷者を出しながらマットや警察といった追っ手から逃がれるアンドリューは、一般市民から奪い取ったカムコーダやデジタルカメラ、スマートフォン、タブレットなどを自身の周囲に浮かべ撮影を続ける。やがて、ブロードウェイの広場に辿り着いたアンドリューは、警察に取り囲まれながらもマットの説得に耳を貸すことなくさらなる破壊行為に及ぶ。我を忘れて暴走するアンドリューに対し、マットは事態の収束を図るため傍にあった槍を構える銅像の槍を飛ばしてアンドリューに突き刺し殺害。そして、マットはその場から飛び立った。
空を飛んでマットが向かった先は、かつてアンドリューが旅行先にと望んでいたチベットであった。チベットの高地に辿り着いたマットはアンドリューに対する謝罪と今後の決意をビデオカメラに残すと、再び何処かへと飛び立つのであった。

## 登場人物・キャスト
アンドリュー・デトマー
演 - デイン・デハーン、声 - 水島大宙
主人公。ビデオカメラを唯一の趣味かつ友人とする内向的な高校生。学校でも孤立しておりいじめを受けている他、父親からの暴力を受けている。
超能力を得たことをきっかけにマット、スティーブと親交を深めるが、内心では学校の人気者である2人に対してコンプレックスを抱いており、それに加え初体験での失敗もあって物語中盤以降は2人を遠ざけるようになった。
その一方で、超能力については3人の中でもより強い能力を発揮しいち早く能力を正確に操る様が描かれている。また、その強さ故にやがて自らを普通の人類より高等な「頂点捕食者」と称し、能力を乱用するようになる。最期は我を忘れ街を破壊する中で、事態の収拾を図ったマットに殺害される。
病気の母を想う優しさを持ち合わせるものの、それが人に対して能力を使うきっかけの1つにもなってしまう。
アンドリューのビデオカメラが視点のメインとしてストーリーが進行する。
マット・ギャリティー
演 - アレックス・ラッセル、声 - 阪口周平
アンドリューの従兄で学校のやんちゃグループに属する。「バカでお調子者」であるが、それは学校での人気を得るために演じているキャラであり、実際は分析心理学や哲学を学ぶなどインテリな面を持ち合わせる。アンドリューやケイシーなど「バカでお調子者」キャラを演じない相手と会話ではユングを引用したりすることもある。
常識的な思考の持ち主で、能力を持つ前から常々アンドリューの身を案じており、アンドリューがむやみに能力を使用した際には強い口調で諭す。しかし、スティーブの死に関してアンドリューを疑ってしまったことから疎遠になる。なお、超能力については3人の中でも比較的弱く、空中浮遊の際には最後まで苦戦する様子が描かれている。
アンドリューをやむなく殺害した後は、チベットに到達しカメラに対してアンドリューに対する謝罪・愛を伝えるとともに、「生まれ変わって人を助けて生きる」こと、3人の身に起きたことの真相を突き止めることを決意する。
ケイシーに想いを寄せており以前から「ストーカー」していた。後に付き合うことになるが、「生まれ変わって人を助けて生きる」という決意はケイシーの影響による。
スティーブ・モンゴメリー
演 - マイケル・B・ジョーダン、声 - 高橋英則
アメフト部のスター選手で生徒会長にも立候補している、学校屈指の人気者で優等生。「タレント・ショー」で登壇しただけで大歓声が上がるほどの人気を誇り、自宅の部屋には数多くのトロフィーや盾が飾られている。マットとは以前から交友関係にあったもののアンドリューとは接点がなく、超能力を得たことをきっかけに親交を深める。
陽気で他人想いな性格かつ行動力があり、3人が超能力を得るきっかけになった他、アンドリューの内向的な性格を見かね行動を共にするなど様々な手を使って改善させようと図る。しかし、それが返ってアンドリューの不信を招くこととなり「前は友達じゃなかった」と拒絶されてしまう。
ケイシー・レター
演 - アシュリー・ヒンショウ、声 - 佐古真弓
ブログを運営する女子学生。高いジャーナリズム意識の持ち主でアンドリューと同様に事あるごとにカメラで撮影を行っている。マットに対しては「遊んでばかりのバカ」という印象を持っていたものの、自身のブログを読んで「変わった」と懸命にアプローチを続ける様に惹かれやがて付き合うことになる。
物語終盤、アンドリューがカメラを失ってからは、ケイシーのカメラがメインとなってストーリーが進行する。
リチャード・デトマー
演 - マイケル・ケリー、声 - 後藤敦
アンドリューの父親で元消防士。仕事中に怪我によって消防士を辞めてからは保険金で生活しており、酒浸りの日々を送っている。傍若無人な性格でアンドリューに対して日常的に暴力を振るう。
無断で外出したアンドリューを捜しに出掛けている間に母親が死亡。意識不明の状態で病院に運び込まれたアンドリューに対して「目を離さなければママは死ななかった」「目を離したのはお前のせいだ」と責め立てるが、それによってアンドリューの怒りを買って反撃に遭い大怪我を負う。マットに助けられた後の動向は不明。
カレン・デトマー
演 - ボー・ピーターソン、声 - 土井美加
重篤な病気を患っており、ほとんどベッドの上で生活している。呼吸もままならなくなるほどに病状が悪化したことで、アンドリューは薬を買う金目当ての強盗を行う。
アンドリューに対しては強くいてほしいと願っていたが、それが後にアンドリューを「頂点捕食者」としての強さに駆り立ててしまう。
モニカ
演 - アンナ・ウッド、声 - 小橋知子
髪を赤く染めた女子学生。アンドリューとはかつてクラスメイトであったようで、「タレント・ショー」で一躍スターとなったアンドリューを誘う。
しかし、アンドリューの失敗を学校中に言いふらしアンドリューを元の陰鬱な性格に逆戻りさせてしまった。

## 製作
『クロニクル』の脚本は『FEAR ITSELF フィアー・イットセルフ』のマックス・ランディスと『キル・ポイント』のジョシュ・トランクが共同で執筆した。トランクにとってはフィーチャー映画監督デビュー作ともなる。予算の都合により、カナダのバンクーバーだけでなく、南アフリカのケープタウンでも主要撮影が行われた。トランクは『クロニクル』が影響を受けた作品に『AKIRA』、『キャリー』、『フューリー』を挙げている。撮影は2011年5月から18週間かけて行われ、8月に終了した。

## 公開後

### 興行収入
2013年6月28日時点でアメリカ合衆国とカナダでは累計6431万4970ドル、それ以外の国々では5880万ドル、全世界で1億2311万4970ドルを売り上げている。
アメリカ合衆国とカナダでは2012年2月3日に2907劇場で封切られた。20世紀フォックス側は、公開初週末は800万ドル程度を期待し、興行ウォッチャーたちは1500万ドルと予想した。封が切られると公開初日のみで865万ドル売り上げ、さらに初週末3日間で2200万ドルを売り上げて同日公開であった『ウーマン・イン・ブラック 亡霊の館』（2100万ドル）を抑えて1位となった。これはスーパーボウルの週末の初動成績としては歴代4位の記録である。『クロニクル』は国際的にも成功し、オーストラリア、中国、イギリスなど33の外国市場でも初登場1位を記録した。

### 批評家の反応
Rotten Tomatoesでは165件のレビューで支持率は85%となった。またMetacriticでは31件のレビューで加重平均値は69/100となった。
『シカゴ・サンタイムズ』のロジャー・イーバートは4ツ星満点中3.5ツ星を与え、「スーパーヒーローのオリジン・ストーリー、SFファンタジー、乱れたティーンエイジャーたちのドラマの要素含んだエンターテインメント映画」と評した。

### 受賞歴
| 賞         | 部門     | 候補           | 結果   |
| ---------- | -------- | -------------- | ------ |
| サターン賞 | SF映画賞 | 『クロニクル』 | 未決定 |

## 続編
ジャック・スタンレーを脚本家に迎えて、続編が製作されることが発表された。